# St. Laurentius (Eberfing)

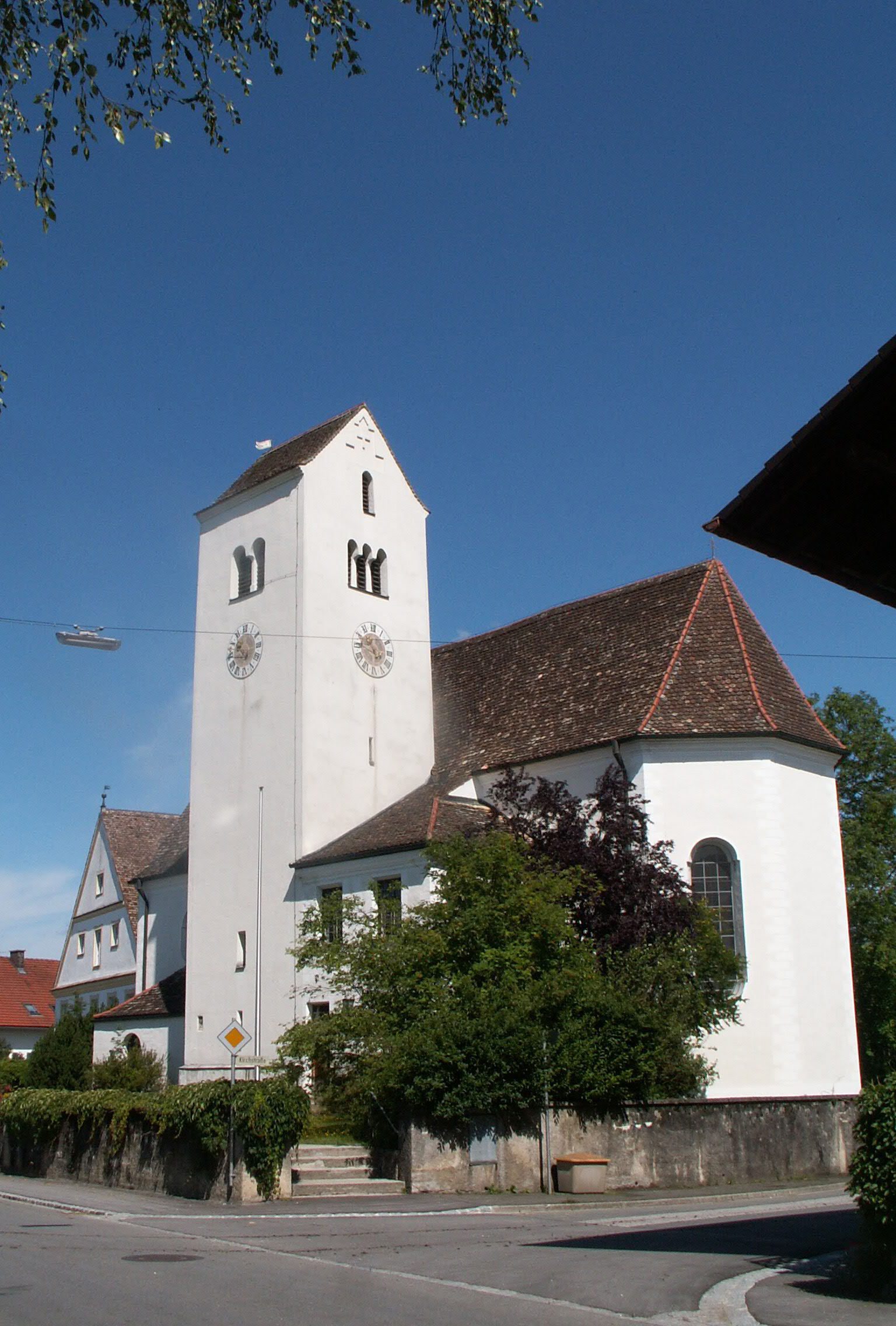
St. Laurentius von Südosten

Die römisch-katholische Pfarrkirche St. Laurentius in Untereberfing, Ortsteil von Eberfing im oberbayerischen Landkreis Weilheim-Schongau, gehört als Teil der gleichnamigen Pfarrei zum Dekanat Weilheim-Schongau des Bistums Augsburg. Das Gotteshaus mit der Adresse Ettinger Straße 12 steht unter Denkmalschutz.

## Geschichte
Ein früher Kirchenbau am Ort der heutigen Kirche stammte wohl aus dem 11. Jahrhundert. Dieser wurde 1689 abgebrochen und durch das heutige Gebäude ersetzt, das 1690 vollendet wurde. Eine Restaurierung und künstlerische Umgestaltung fanden 1787/89 unter dem Pollinger Propst Franziskus Töpsl statt.

## Beschreibung

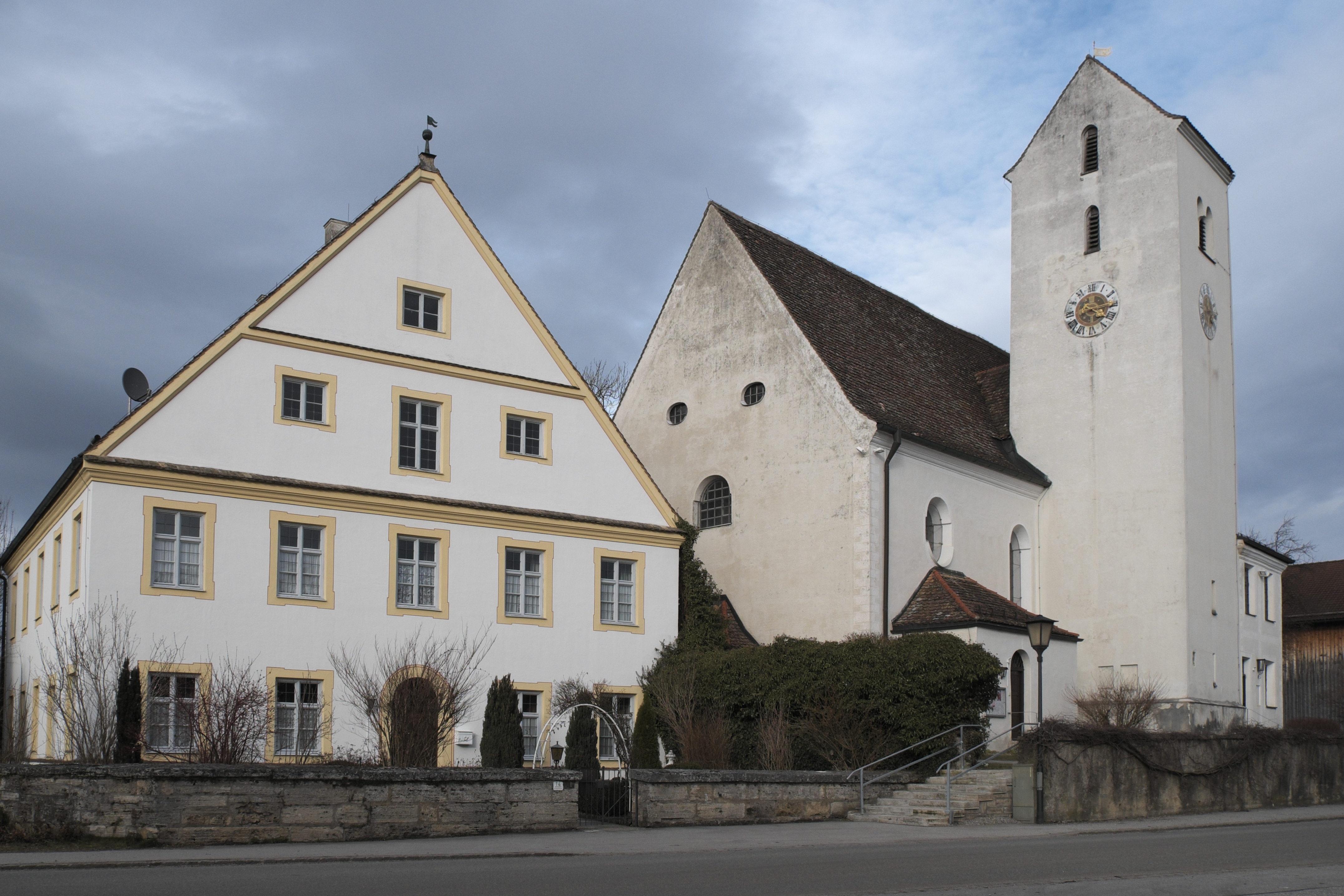
St. Laurentius mit dem Pfarrhaus

Die geostete barocke Saalkirche besitzt einen eingezogenen Polygonalchor. Im Süden sind der spätromanische Turm mit Satteldach, die Sakristei und eine Vorhalle mit dem Aufgang zur Empore angeschlossen.
Unmittelbar westlich des Kirchengebäudes befindet sich das Pfarrhaus von 1759/1760.

## Ausstattung
Das Altarbild des Hochaltars schuf Johann Baptist Baader im Jahr 1775. Es zeigt den hl. Laurentius vor dem Richter. Im Altarauszug befindet sich eine Darstellung des Auges der Vorsehung. Oberhalb des Hochaltars befindet sich das Wappen von Franziskus Töpsl. An der Chorraum-Decke sind die Initialen Jesu, Mariä und Josefs angebracht.
An der Südseite des Chores befindet sich eine Wappengrabplatte, die ursprünglich außen in die westliche Mauer des romanischen Kirchturms eingelassen war und wohl aus dem 16. Jahrhundert stammt.
Am Chorbogen befindet sich die Inschrift „Erecta 1690, Renovata 1787“. An der Südseite des Kirchenschiffs befindet sich ein Kruzifix mit einer Figur der Schmerzensmutter. Unterhalb davon ist in einer Mauernische der alte Taufbrunnen. Gegenüber dem Eingang befindet sich eine Figur Christus an der Geißelsäule, rechts daneben eine 1892 erschaffene Lourdesgrotte.
Langhaus und Chor schmückt frühbarocker Stuck mit Engelsköpfen, Frucht- und Blumengirlanden in Pastellfarben.

## Orgel
Der Altstädter Orgelbauer Josef Zeilhuber baute 1947 in St. Laurentius eine neue Orgel mit 22 Registern auf zwei Manualen und Pedal. Diese ersetzte ein Instrument von 1801. Die Disposition der Orgel mit Kegellade und pneumatischer Spiel- und Registertraktur lautet:
| I Hauptwerk C– |       |
| Principal      | 8′    |
| Gedeckt        | 8′    |
| Dolce          | 8′    |
| Oktave         | 4′    |
| Flöte          | 4′    |
| Oktave         | 2′    |
| Mixtur         | 1 ⁄3′ |
| Singend Regal  | 8′    |

| II Schwellwerk C– |       |
| Salicional        | 8′    |
| Schwebung         | 8′    |
| Flöte             | 8′    |
| Geigend Principal | 8′    |
| Principal         | 4′    |
| Nachthorn         | 4′    |
| Waldflöte         | 2′    |
| Sesquialter       | 2 ⁄3′ |
| Zimbel            | 1′    |
| Solotrompete      | 8′    |
| Tremulant         |       |

| Pedal C–    |     |
| Subbaß      | 16′ |
| Oktavbaß    | 8′  |
| Flötbaß     | 4′  |
| Baßtrompete | 4′  |

- Koppeln: II/I, II/P, I/P

## Pfarrei
Zur Pfarrei St. Laurentius Eberfing gehören neben der politischen Gemeinde Eberfing mit seinen Riederschaften auch der Obersöcheringer Ortsteil Tradlenz sowie der Seeshaupter Ortsteil Pollingsried.